# فرانز رایت
فرانز رایت (انگلیسی: Franz Wright; ۱۸ مارس ۱۹۵۳ – ۱۴ مهٔ ۲۰۱۵) شاعر اهل ایالات متحده آمریکا بود.
او و پدرش جیمز رایت تنها پدر و فرزندی هستند که جایزه پولیتزر برای شعر را دریافت کردند.
وی همچنین برندهٔ جوایزی همچون موقوفه ملی هنرها و کمک‌هزینه گوگنهایم شده بود.